# Пономарёвы
Пономарёвы — несколько дворянских родов.

## Родоначальник Иван Пономарёв
Родоначальник Иван Пономарёв — коллежский асессор. 1 (13) февраля 1810 года ему был пожалован диплом на потомственное дворянское достоинство. 

### Описание герба
Щит четверочастный. В первом и четвертом серебряных полях по черному орлиному крылу с золотой шестиконечной звездой на нем, во втором лазуревом поле горящее сердце, в третьем червленом поле золотой крест, обремененный пчелой, летящей вверх. Над щитом дворянский коронованный шлем с тремя павлиньими перьями. Намет: золотой и червленый, подложенный лазуревым и серебром.

## Родоначальник Прокопий Иванович Пономарёв
Родоначальник Прокопий Иванович Пономарёв (1774 — 18 (30) мая 1853 года) — предприниматель, общественный деятель и благотворитель, купец 1-й гильдии, коллежский советник (1848). В 1812 году внес «на нужды обремененного войной отечества» 15 000 руб., за что был награждён золотой медалью на Аннинской ленте. С 1819 по 1823 год состоял членом многочисленных комиссий, комитетов и общественных учреждений. В 1826 году, в воздаяние неутомимой деятельности и заслуг отечеству, был пожалован орденом св. Владимира 4-й степени. 8 (20) июля 1832 года ему был пожалован диплом на потомственное дворянское достоинство. 

### Описание герба
Щит разделен вилообразно. В первой, лазоревой части, золотая о шести лучах звезда. Во второй, серебряной части, червленый улей, сопровождаемый в главе, тремя черными пчелами. В третьей, золотой части, на крест положенные чёрный меркуриев жезл и лазоревый меч. Щит увенчан дворянскими шлемом и короною. Нашлемник: три серебряных страусовых пера. Намет лазоревый, с золотом. Герб Пономарева внесен в часть 11-ю Общего гербовника дворянских родов Всероссийской империи, с. 63.

## Родоначальник Дмитрий Дмитриевич Пономарёв

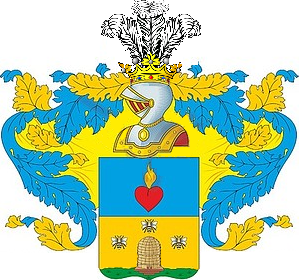
Герб рода Пономаревых. Пожалован Дмитрию Дмитриевичу Пономареву.

Родоначальник Дмитрий Дмитриевич Пономарёв (20 (31) октября 1784 года — 30 января (11 февраля)  1844 года) — надворный советник, владелец чугуноплавильного и железоделательного заводов. 10 (22) августа 1834 года ему был пожалован диплом на потомственное дворянское достоинство. 
У него единственный, доживший до взрослого возраста сын Александр (? — 22 мая (3 июня)  1875 года), служил «по армейской кавалерии» и «ведомству Министерства внутренних дел».

### Описание герба
Щит пересечен. В верхнем лазуревом поле червленое горящее сердце, в нижнем золотом поле улей с тремя летящими пчелами. Над щитом дворянский коронованный шлем с тремя страусовыми перьями. Намет: лазуревый, подложенный золотом.

## Родоначальник Николай Владимирович Пономарёв
Родоначальник Николай Владимирович Пономарёв — коллежский советник, правитель Канцелярии г. Херсона, был признан 11 (24) мая 1900 года в потомственном дворянском достоинстве и внесен в 3-ю часть дворянской родословной книги. У него жена Мария Петровна и дети: Георгий (1877—1935), Николай, Пётр, Андрей, Мария, Александра и Людмила.

### Описание герба
В лазуревом щите, золотой остов древле-Славянского судна, сопровождаемый золотым полумесяцем рогами вверх, над коим серебряная геральдическая роза. В серебряной главе щита черный медведь с червлеными глазами. Щит увенчан Дворянским коронованным шлемом. Нашлемник: серебряный маяк с червлеными пламенем и лучами. Намет: справа лазуревый с золотом, слева - черный с серебром. Девиз: "В бурях покой", золотыми буквами на лазуревой ленте. Герб пожалован 17 (30) октября 1907 года.